# Hoplitis rufoantennalis
Hoplitis rufoantennalis är en biart som beskrevs av Wu 2004. Hoplitis rufoantennalis ingår i släktet gnagbin, och familjen buksamlarbin. Inga underarter finns listade i Catalogue of Life.